# Pycnaxis
Pycnaxis es un género de arañas araneomorfas de la familia Thomisidae.

## Especies
- Pycnaxis guttata Simon, 1895
- Pycnaxis krakatauensis (Bristowe, 1931)
- Pycnaxis lamellaris (Tang & Li, 2010)
- Pycnaxis nigrostriata (Simon, 1886)
- Pycnaxis onoi (Zhang, Zhu & Tso, 2006)
- Pycnaxis truciformis (Bösenberg & Strand, 1906)
- Pycnaxis tumida (Tang & Li, 2010)